# Pterostichus pumilus
Pterostichus pumilus är en skalbaggsart som beskrevs av Thomas Casey. Pterostichus pumilus ingår i släktet Pterostichus och familjen jordlöpare. Inga underarter finns listade i Catalogue of Life.